# Чемпіонат світу з футболу 1986 (кваліфікаційний раунд, ОФК)
У рамках відбіркового турніру до чемпіонату світу з футболу 1986 дві футбольні збірні країн Океанії (зона ОФК), а також збірні Китайського Тайбею та Ізраїлю, що з політичних причин не мали можливості брати участь у відборі в азійській зоні АФК, змагалися за місце у міжконтинентальному плей-оф, переможець якого ставав учасником фінальної частини чемпіонату світу з футболу 1986.
Змагання проходило в одній групі за круговою системою, за якою кожна команда грала із кожним суперником по дві гри — одній удома й одній в гостях.
Переможцем турніру і, відповідно, представниками Океанії у міжконтинентальному плей-оф стала збірна Австралії, яка згодом поступилася у плей-оф команді Шотландії. Таким чином представників ОФК у фінальній частині ЧС-1986 не було.

## Турнірне становище
| Поз | Команда           | І | В | Н | П | ГЗ | ГП | РГ  | О  | Кваліфікація |     | AUS | ISR | NZL | TPE |
| --- | ----------------- | - | - | - | - | -- | -- | --- | -- | ------------ | --- | --- | --- | --- | --- |
| 1   | Австралія (A)     | 6 | 4 | 2 | 0 | 20 | 2  | +18 | 10 |              |     | —   | 1–1 | 2–0 | 8–0 |
| 2   | Ізраїль           | 6 | 3 | 1 | 2 | 17 | 6  | +11 | 7  |              |     | 1–2 | —   | 3–0 | 5–0 |
| 3   | Нова Зеландія     | 6 | 3 | 1 | 2 | 13 | 7  | +6  | 7  |              | 0–0 | 3–1 | —   | 5–0 |     |
| 4   | Китайський Тайбей | 6 | 0 | 0 | 6 | 1  | 36 | −35 | 0  |              | 0–7 | 0–6 | 1–5 | —   |     |

## Матчі
| 3 вересня 1985 |

| Китайський Тайбей | 0–6 | Ізраїль                                           |
| ----------------- | --- | ------------------------------------------------- |
|                   |     | 28', 35', 74' Турк 39' Армелі 53', 90' Мальміліан |

| Рамат-Ган, Рамат-Ган, Ізраїль Глядачів: 30,000 Арбітр: Мірча Саломір (Румунія) |

| 8 вересня 1985 |

| Ізраїль                                | 5–0 | Китайський Тайбей |
| -------------------------------------- | --- | ----------------- |
| Коен 7' Армелі 18' Охана 56', 72', 79' |     |                   |

| Рамат-Ган, Рамат-Ган, Ізраїль Глядачів: 10,000 Арбітр: Йоан Ігна (Румунія) |

| 21 вересня 1985 |

| Нова Зеландія | 0–0 | Австралія |
| ------------- | --- | --------- |
|               |     |           |

| Маунт Смарт, Окленд, Нова Зеландія Глядачів: 14,286 Арбітр: Кіт Гакетт (Англія) |

| 5 жовтня 1985 |

| Китайський Тайбей | 1–5 | Нова Зеландія                          |
| ----------------- | --- | -------------------------------------- |
| Чень Сінь Ан 41'  |     | 13' Едж 25' Вокер 31', 51', 89' Самнер |

| Маунт Смарт, Окленд (Нова Зеландія), Нова Зеландія Арбітр: Кріс Бембрідж (Австралія) |

| 8 жовтня 1985 |

| Ізраїль    | 1–2 | Австралія               |
| ---------- | --- | ----------------------- |
| Армелі 65' |     | 46' Мітчелл 50' Косміна |

| Рамат-Ган, Рамат-Ган, Ізраїль Глядачів: 45,000 Арбітр: Луїджі Аньйолін (Італія) |

| 12 жовтня 1985 |

| Нова Зеландія                                  | 5–0 | Китайський Тайбей |
| ---------------------------------------------- | --- | ----------------- |
| Боат 19' Тернер 32', 76' Вокер 57', 65' (пен.) |     |                   |

| Парк Королеви Єлизавети II, Крайстчерч, Нова Зеландія Арбітр: Дон Кемпбелл (Австралія) |

| 20 жовтня 1985 |

| Австралія    | 1–1 | Ізраїль  |
| ------------ | --- | -------- |
| Реткліфф 32' |     | 47' Коен |

| Олімпік Парк, Мельбурн, Австралія Глядачів: 27,000 Арбітр: Жозе Роза душ Сантуш (Португалія) |

| 23 жовтня 1985 |

| Китайський Тайбей | 0–7 | Австралія                                                                     |
| ----------------- | --- | ----------------------------------------------------------------------------- |
|                   |     | Данн 2', 89' (пен.) Чхьон Кхи Чхан 13' (аг) Мітчелл 57', 59', 87' Арнольд 68' |

| Гіндмарш Стедіум, Аделаїда, Австралія Глядачів: 2,000 Арбітр: Джон Кемерон (Нова Зеландія |

| 26 жовтня 1985 |

| Нова Зеландія                  | 3–1 | Ізраїль    |
| ------------------------------ | --- | ---------- |
| Руфер 3' Данфорд 30' Вокер 67' |     | 23' Армелі |

| Маунт Смарт, Окленд, Нова Зеландія Глядачів: 10,600 Арбітр: Егберт Мулдер (Нідерланди) |

| 27 жовтня 1985 |

| Австралія                                                             | 8–0 | Китайський Тайбей |
| --------------------------------------------------------------------- | --- | ----------------- |
| Оджаков 41', 56', 69' Кріно 52' Косміна 65' (пен.), 72', 88' Грей 89' |     |                   |

| Сент-Джордж, Сідней, Австралія Глядачів: 2,694 Арбітр: Білл Манро (Нова Зеландія) |

| 3 листопада 1985 |

| Австралія               | 2–0 | Нова Зеландія |
| ----------------------- | --- | ------------- |
| Косміна 12' Мітчелл 48' |     |               |

| Сідней Спортс Граунд, Сідней, Австралія Глядачів: 21,910 Арбітр: Жерард Гердс (Нідерланди) |

| 10 листопада 1985 |

| Ізраїль                          | 3–0 | Нова Зеландія |
| -------------------------------- | --- | ------------- |
| Коен 67' Селектер 75' Армелі 85' |     |               |

| Рамат-Ган, Рамат-Ган, Ізраїль Глядачів: 4,500 Арбітр: Дітер Паулі (ФРН) |

## Міжконтинентальний плей-оф
Переможець кваліфікаційного раунду в Зоні ОФК виходив до плей-оф ОФК — УЄФА, де йому протистояла команда, що посіла друге місце у Групі 7 відбіркового турніру Зони УЄФА, і де розігрувалася одна путівка до фінальної частини чемпіонату світу 1986 року.

## Бомбардири
5 голів
| - Джон Косміна | - Дейв Мітчелл | - Захі Армелі |

4 голи
| - Колін Вокер |

3 голи
| - Жарко Оджаков - Елі Охана | - Ріфаат Турк | - Стів Самнер |

2 голи
| - Аві Коен | - Урі Мальміліан | - Грант Тернер |

1 гол
| - Грем Арнольд - Оскар Кріно - Роббі Данн - Іан Грей | - Девід Реткліфф - Чень Сінь Ан - Ніссім Коен - Моше Селектер | - Алан Боат - Малколм Данфорд - Деклан Едж - Вінтон Руфер |

1 автогол
| - Чхьон Кхи Чхан (у грі проти Австралії) |